# Darko
Darko är ett mansnamn från Balkanhalvön. Namnet är uppbyggd av ordet "dar" som betyder "gåva". Namnet används i både katolska och ortodoxa länder, men främst i ortodoxa länder som Nordmakedonien och Serbien.